# Alpinia vittata
Alpinia vittata  (лат.) — вид многолетних вечнозелёных травянистых растений рода Альпиния семейства Имбирные (Zingiberaceae), в естественных условиях произрастающих на островах Тихого океана от архипелага Бисмарка до Соломоновых островов.
Впервые вид был описан  в 1873 году ботаником и собирателем редких растений Уильямом Болом в издании Catalogue of New Beautiful and Rare Plants.
В садоводческой литературе растение часто упоминается под названием Альпиния Сандера (Alpinia sanderae), однако данное название является синонимом и было опубликовано только в 1903 году в издании Gardeners' Chronicle.
Невысокое растение, до 80 см высотой с облиственными стеблями. Декоративные сидячие листья зелёного цвета с косыми снежно-белыми полосками, линейной формы, 15—17 см длиной и 2—3 см шириной. Цветки собраны в верхушечную метелку, мелкие, бледно-малинового цвета.
Благодаря „мраморной“ окраске листьев растение культивируется с декоративными целями.